# Gustavo Spolidoro
Gustavo Spolidoro (Porto Alegre, 2 de maio de 1972) é um cineasta brasileiro.

## Carreira
Formado em Publicidade e Propaganda pela PUC/RS em 1996. Destacou-se, a partir de 1998, com realizador de curtas-metragens inventivos e premiados em vários festivais nacionais. Em 2004, fundou com outros três jovens cineastas gaúchos a produtora portoalegrense Clube Silêncio. Foi produtor executivo de "Cão sem Dono" (2007), de Beto Brant. Desde 2005, é também um dos organizadores do festival "Cine Esquema Novo". No final de 2008, afastou-se da sociedade da Clube Silêncio, que permaneceu como produtora responsável pelo lançamento do longa "Ainda Orangotangos". Atualmente é professor do Curso Superior de Tecnologia em Produção Audiovisual (TECCINE), na Faculdade de Comunicação Social, na PUC/RS, em Porto Alegre.
Dois de seus primeiros curtas, "Velinhas" (1998) e "Outros" (2000), foram realizados num único plano-sequência, sem cortes. Da mesma forma, seu longa de estréia, "Ainda Orangotangos" (2007), produzido a partir do edital para filmes de baixo orçamento do MinC, foi também realizado num único plano de mais de 80 minutos, um longo passeio por vários locais e personagens de Porto Alegre.

## Filmografia
- 2023: Uma Carta para Papai Noel (longa)
- 2009: "Morro do Céu" (documentário)
- 2009: "De volta ao quarto 666" (curta)
- 2008: "Ainda Orangotangos" (longa)
- 2007: "Gigante: como o Inter conquistou o mundo" (longa)
- 2005: "Início do Fim" (curta)
- 2002: "Volta, Gervásio!" (especial de TV)
- 2002: "Domingo" (curta)
- 2001: "Final" (curta 16 mm)
- 2000: "Outros" (curta)
- 2000: "Amanhã" (curta Super-8)
- 1998: "TPD" (curta Super-8)
- 1998: "Velinhas" (curta 16 mm)

## Principais premiações
- "Velinhas": Melhor Curta e Melhor Direção de Curta no 31º Festival de Brasília; Melhor Direção de Curta no 26º Festival de Gramado.
- "Outros": Melhor Curta Brasileiro de 2000 no Grande Prêmio Cinema Brasil, Melhor Direção de Curta no 28º Festival de Gramado; Melhor Filme no 8º Mix Brasil; Prêmio OCIC no 3º Festival de Direitos Humanos de Buenos Aires.
- "Domingo": Melhor Roteiro (Leandro Adriano) no 8º Vitória Cine-Vídeo.
- "Início do Fim": "Jameson Short Film Awards" no 16º Festival de Curtas de São Paulo/2005; Melhor Direção no 10º CINE-PE (Recife).
- "Ainda Orangotangos": Melhor filme no 13º Festival de Milão, 2008.[4] Melhor Opera Prima (filme de estréia) no 12º Festival de Lima.[5]